# The Woman Tempted
The Woman Tempted é um filme mudo britânico de 1926, do gênero drama, dirigido por Maurice Elvey e estrelado por Juliette Compton, Warwick Ward e Nina Vanna. Foi baseado em um romance de Rowland Hodge.

## Elenco
- Juliette Compton ... Louise Harding
- Warwick Ward ... Jimmy Davies
- Nina Vanna ... Maud Edworth
- Malcolm Tod ... Basil Gilmore
- Joan Morgan ... Sybil Helmsley
- Adeline Hayden Coffin ... Sra. Edworth
- Judd Green